# Castro Caldelas
Pour les articles homonymes, voir Caldelas.
Castro Caldelas est une commune de la province d'Ourense en Espagne située dans la communauté autonome de Galice.